# Novoskeliuvatka, Kazanka
Novoskeliuvatka (în ucraineană Новоскелюватка) este un sat în comuna Kașîrivka din raionul Kazanka, regiunea Mîkolaiiv, Ucraina.

## Demografie
Componența lingvistică a localității Novoskeliuvatka
     Ucraineană (97,98%)
     Rusă (2,02%)
Conform recensământului din 2001, majoritatea populației localității Novoskeliuvatka era vorbitoare de ucraineană (97,98%), existând în minoritate și vorbitori de rusă (2,02%).